# 가택 연금
가택 연금(家宅軟禁, 영어: house arrest, home confinement, home detention) 은 국가에 의해 자신의 거주지에 감금되는 형벌을 의미한다.

## 조건부 보석
구속 상태의 피의자가 보석 신청을 하면, 법원이 조건부로 보석을 허가하여 가택연금을 실시할 수 있다.

## 같이 보기
- 체포
- 체포영장
- 개방교도소(en:Open prison, open jail)
  - 천안개방교도소